# Карлсруе
Ка́рлсруе (нім. Karlsruhe) — місто в Німеччині, у землі Баден-Вюртемберг. Карлсруе є третім за чисельністю населення (308 436 осіб на 31 грудня 2020) містом землі Баден-Вюртемберг (після її столиці Штутгарта та Мангайма) і 21-м у Німеччині. Також колишня столиця Бадена, історичного регіону, названого на честь замку Гогенбаден у місті Баден-Баден. Карлсруе розташоване на правому березі Рейну поблизу французького кордону, між агломерацією Мангайм/Людвігсгафен на півночі та Страсбург/Кель на півдні.
У «резиденції права», як іноді називають Карлсруе, розташовані Федеральний конституційний суд, Федеральний суд і Генеральна прокуратура Німеччини, а також численні федеральні й земельні відомства. У місті проживає велика кількість чиновників і держслужбовців.
Карлсруе був столицею Баден-Дурласького маркграфства (Дурлах: 1565-1718; Карлсруе: 1718-1771), Баденського маркграфства  (1771-1803), Баденського курфюрства (1803-1806), Великого герцогства Баденського (1806-1918), Баденської республіки (1918-1945). Його найвизначнішою будівлею є Палац Карлсруе, який був побудований в 1715 році, що містить Музей землі Баден, великий музей культури, мистецтва та регіональної історії регіону Баден. У місті є дев'ять вищих навчальних закладів, зокрема Технологічний інститут Карлсруе. Аеропорт Карлсруе/Баден-Баден — другий за завантаженістю аеропорт у Баден-Вюртемберзі після аеропорту Штутгарта та 17-й за завантаженістю аеропорт у Німеччині.

## Історія
За легендою, ідея заснувати місто виникла у маркграфа Карла Вільгельма в 1715 році, коли він, втомившись від полювання, заснув під деревом на одному з місцевих луків і йому приснилося власне місто, яке було б «Карловою тишею» («руе» німецькою «тиша, спокій»). Місто почало будуватися на території між трьома стародавніми (старші за X століття) населеними пунктами: Мюльбургом, Дурлахом і Еттлінгеном, з яких перші два у міру розширення міста стали його частинами.
Після Другої світової війни в таборі переміщених осіб у Карлсруе перебували українці. Тут діяло спортивне товариство УСТ Зоря (Карлсруе).

## Географія
Карлсруе повністю лежить на схід від Рейну і майже повністю на Верхньорейнській рівнині. 
Турмберг знаходиться на сході, місто знаходиться на межах Крайхгау, складової Північного Шварцвальду.
Рейн, утворює західну межу міста, за якою розташовані міста Максиміліансау та Верт-ам-Райн в німецькій землі Рейнланд-Пфальц. Центр міста знаходиться приблизно за 7,5 км від річки, якщо виміряти від Марктплац (Ринкової площі). Дві притоки Рейну, Альб і Пфінц, протікають через місто з Крайхгау, та зрештою впадають в Рейн.
Місто лежить на висоті від 100 до 322 м (біля комунікаційної вежі в передмісті Грюнветтерсбах). Його географічні координати 49°00′ пн. ш. 8°24′ сх. д. / 49.000° пн. ш. 8.400° сх. д.; 49-та паралель проходить через центр міста, що ставить його на тій самій широті, що й більша частина канадсько-американського кордону та міста Ванкувер (Канада), Париж (Франція), Регенсбург (Німеччина) і Хулунбуїр (Китай). Його курс позначений кам'яною та розмальованою лінією в Штадтгартен (муніципальному парку). Загальна площа міста становить 173,46 км², отже, це 30-те за площею місто в Німеччині. Найдовша відстань з півночі на південь становить 16,8 км та 19,3 км у напрямку схід-захід.
Карлсруе є частиною міського району Карлсруе/Пфорцгайм, до якого належать деякі інші міста округу Карлсруе, такі як Брухзаль, Еттлінген, Штутензе, Райнштеттен та Пфорцгайм.
Місто було сплановано з палацовою вежею у центрі та 32 вулицями, що розходяться від неї, як спиці колеса або ребра складного віяла. Майже всі ці вулиці збереглися донині. Через таке планування міста подорож можлива лише радіальними вулицями та кільцевими проспектами навколо центру. 

Центр міста є найстарішою частиною міста і розташований на південь від палацу у квадранті, визначеному дев'ятьма радіальними вулицями. Центральна частина палацу побудована в напрямку схід-захід, з двома крилами, кожне під кутом 45°, спрямованими на південний схід і південний захід (тобто паралельно вулицям, що позначають межі квадранта, що визначає центр міста).
Ринкова площа розташована на вулиці, що прямує на південь від палацу до Етлінгена. 
На ринковій площі розташована ратуша на заході, головна лютеранська церква на сході та гробниця маркграфа Карла III Вільгельма.
Територія на північ від палацу — парк і ліс. Спочатку територія на схід від палацу складалася з садів і лісів, деякі з яких залишилися, але там були побудовані Технологічний інститут Карлсруе (заснований в 1825 році), футбольний стадіон Вільдпаркштадіон і житлові райони. Територія на захід від палацу тепер переважно житлова.

## Визначні пам'ятки

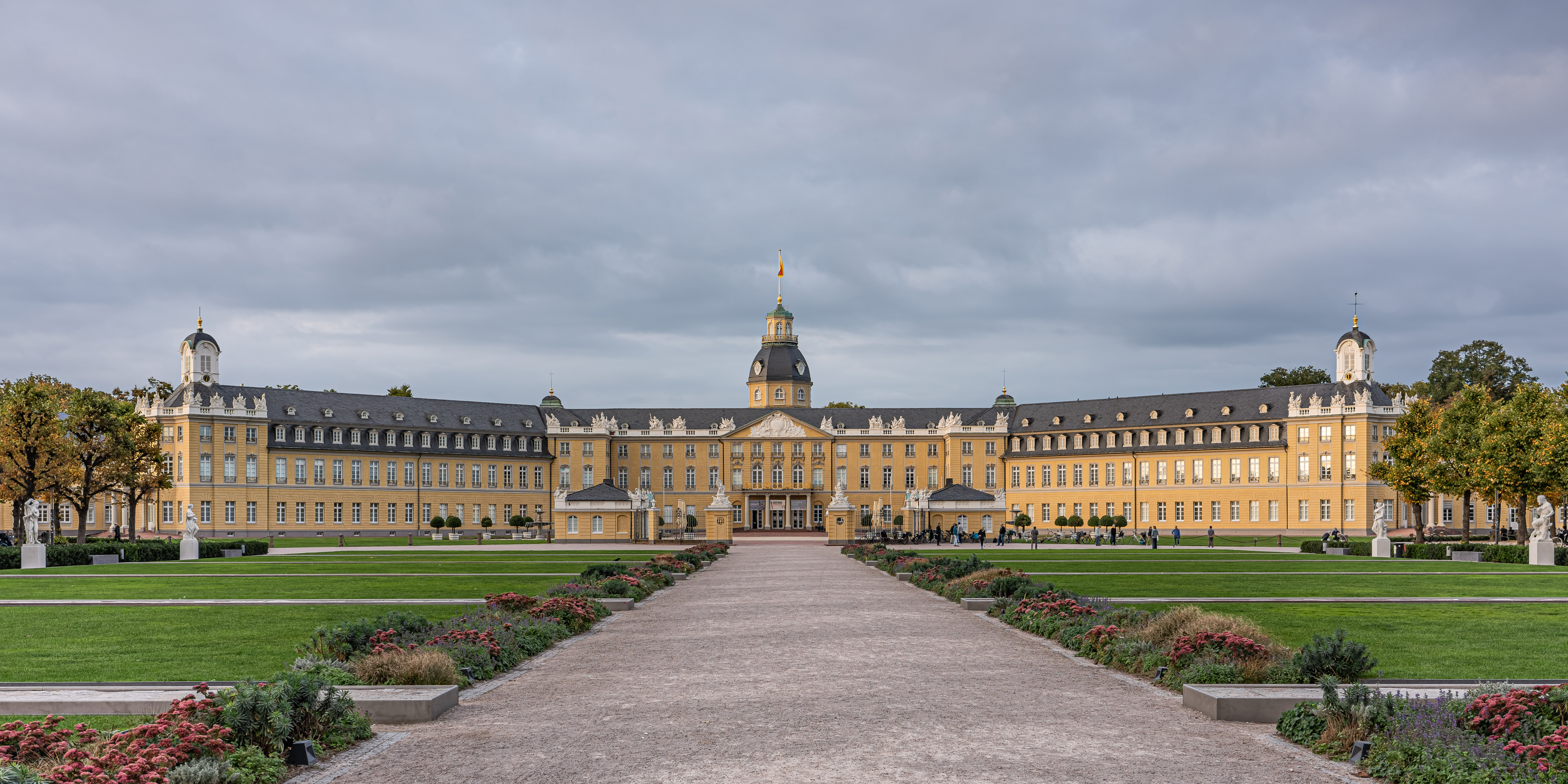
Палац в Карлсруе

Штадтгартен — зона відпочинку поблизу головного залізничного вокзалу, яка була перебудована для Федеральної садової виставки 1967 року. Тут також розташовано зоопарк Карлсруе.
На Турмбергу є оглядова вежа. Це колишня фортеця XIII століття.
У місті є два ботанічні сади: муніципальний Ботанічний сад Карлсруе, який є частиною палацового комплексу, і Ботанічний сад Технологічного інституту Карлсруе, під орудою університету.
На Марктплац є кам'яна піраміда, що позначає могилу засновника міста. Побудована в 1825 році, вона є емблемою Карлсруе.
Місто отримало прізвисько «місто віяла» (нім. die Fächerstadt) через його дизайнерське планування з прямими вулицями, що віялом виходять від палацу.
Палац Карлсруе є визначною пам'яткою архітектури; сусідній Шлосгартен містить ботанічний сад із пальмовим, кактусовим і орхідейним будинком і пішохідними доріжками через ліс на північ.
Мала церква, побудована в 1773 — 1776 рр., є найстарішою церквою в центрі міста Карлсруе.
Архітектор Фрідріх Вайнбреннер спроектував багато визначних пам’яток міста. Ще одна визначна пам’ятка — площа Рондельплац із «Колонами будівлі Конституції» (1826). Площа присвячена першій конституції Бадена 1818 року, яка була однією з найліберальніших свого часу. 
Мюнце (монетний двір), зведений в 1826/27 рр., також був побудований Вайнбреннером.

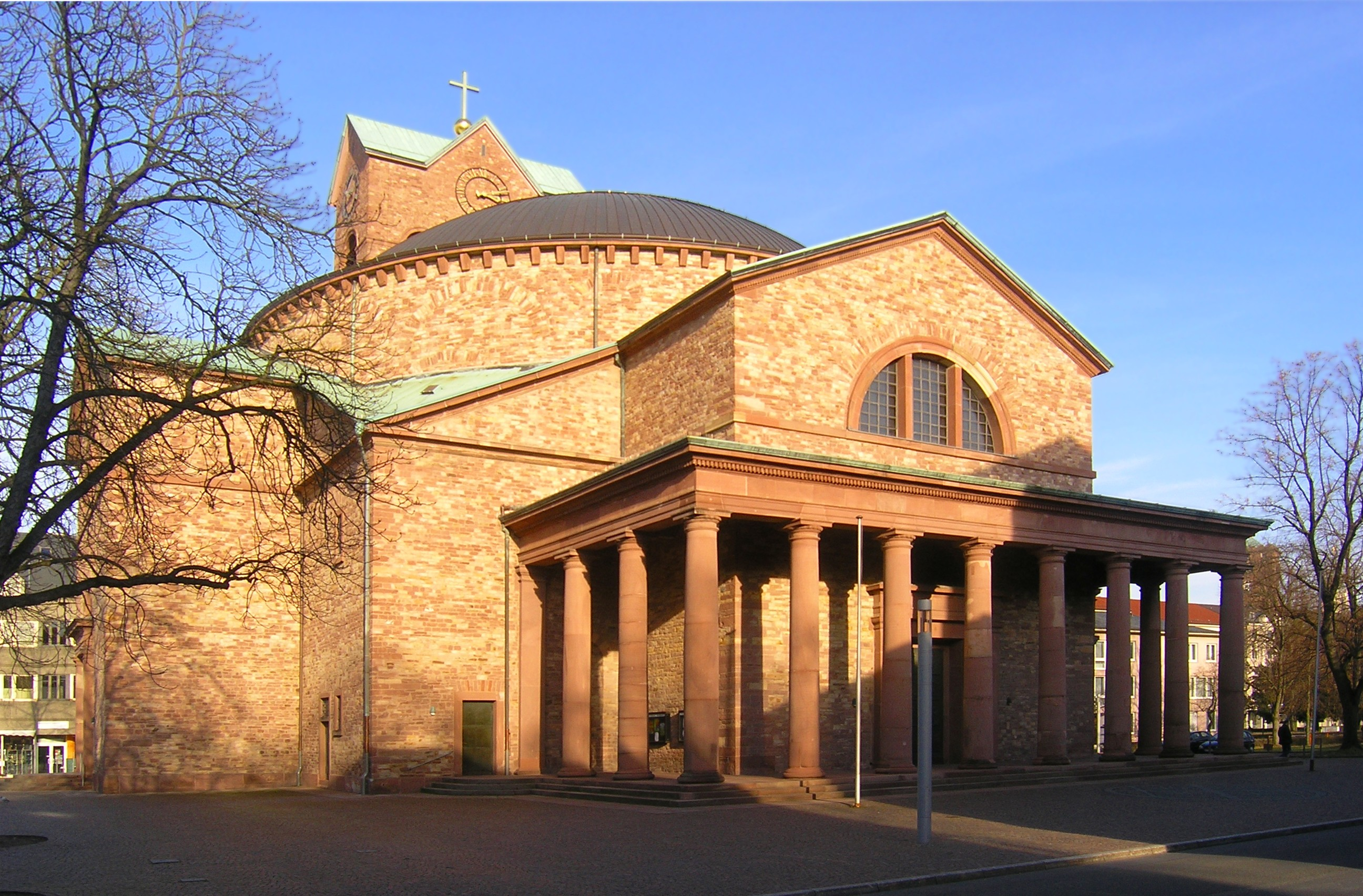
Парафіяльна церква Св. Стефана

Парафіяльна церква Св. Стефана є одним із шедеврів неокласичної церковної архітектури Вайнбреннера, який побудував цю церкву в 1808 — 1814 рр. та орієнтував її на Пантеон у Римі.

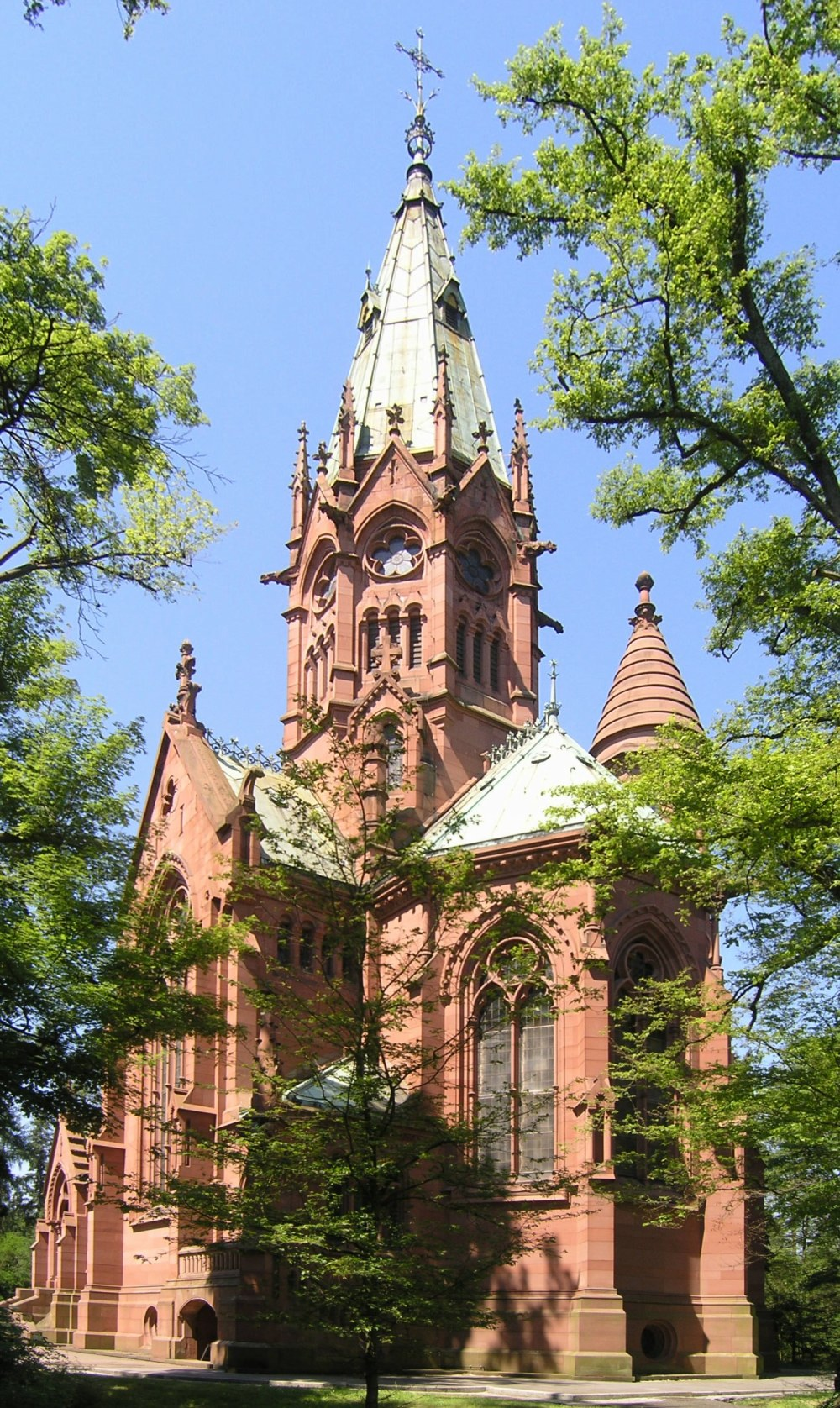
Великогерцогська усипальниця

Неоготична Великогерцогська усипальниця, побудована в 1889 — 1896 рр., є не церквою, а мавзолеєм, і розташована посеред лісу.
Головне кладовище Карлсруе є найстарішим парковим кладовищем Німеччини. Крематорій став першим, збудованим у стилі церкви.
Карлсруе також є домівкою для музею природознавства (Державний музей природознавства (Карлсруе)), оперного театру (Баденський державний театр), а також низки незалежних театрів і художніх галерей. 
Державна художня галерея, побудована в 1846 році Генріхом Гюбшем, демонструє картини та скульптури шести століть, зокрема з Франції, Німеччини та Голландії. Нещодавно відремонтований художній музей Карлсруе є одним із найважливіших художніх музеїв Баден-Вюртемберга. Інші культурні пам’ятки розкидані по різних передмістях Карлсруе. 
Асоціація Шефеля, заснована в 1924 році, є найбільшим літературним товариством Німеччини. Сьогодні Палац принца Макса, побудований в 1881 — 1884 рр. в неокласичному стилі, є домівкою для організації та її музею.

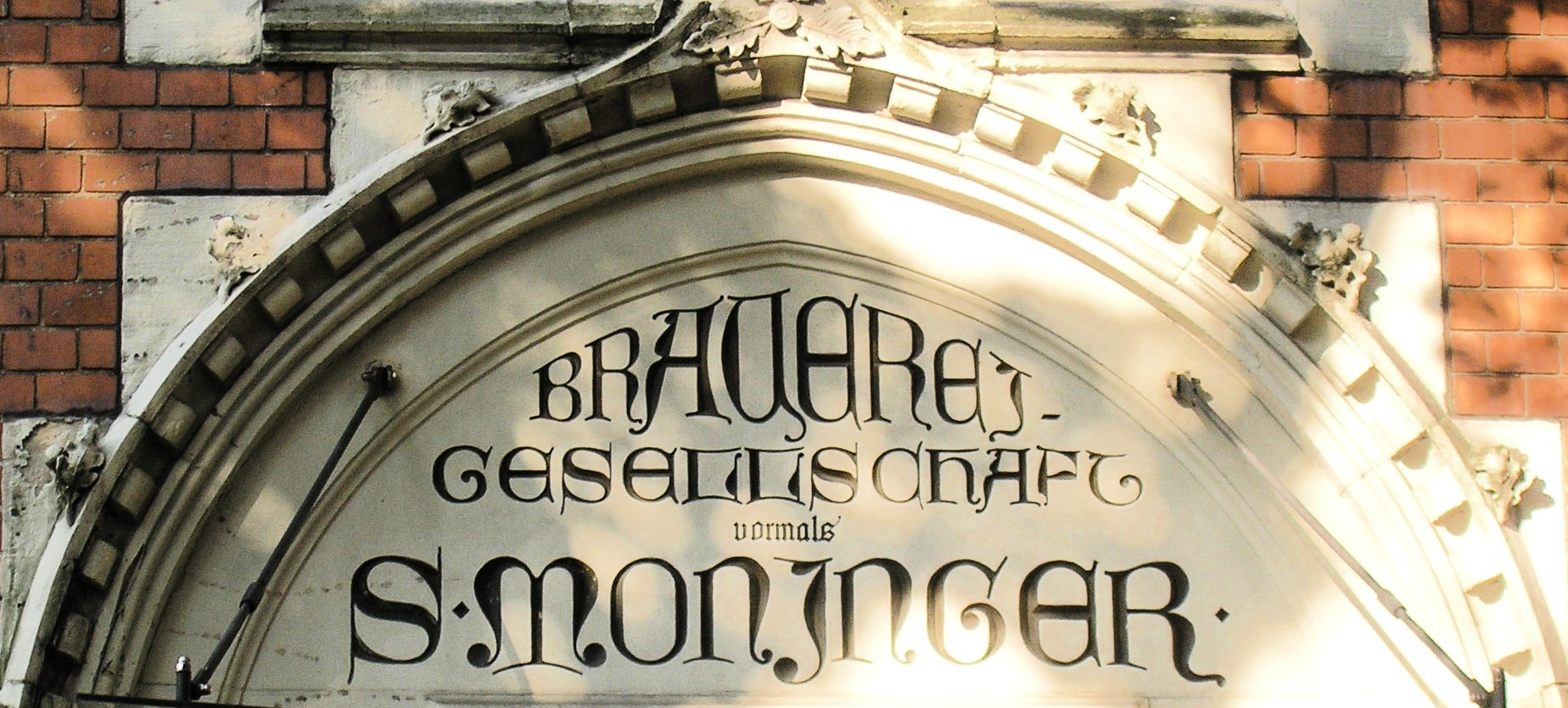
На заході міста переважають броварні та будівлі в стилі модерн.

Через зростання населення наприкінці XIX століття Карлсруе розвинув кілька приміських районів в архітектурному стилі грюндезрайт і особливо в стилі модерн, з багатьма збереженими зразками.
Карлсруе також є домівкою для Майолікової мануфактури Карлсруе, єдиної керамічної майстерні в Німеччині. Заснована в 1901 році, розташована у замку Шлосгартен. «Блакитна стрічка», що складається з 1645 керамічних плиток, з’єднує студію з палацом. Це найбільший у світі витвір мистецтва з кераміки.
Іншою туристичною визначною пам'яткою є Центр мистецтв та медіатехнологій, який розташований у переобладнаній фабриці боєприпасів.

## Промисловість

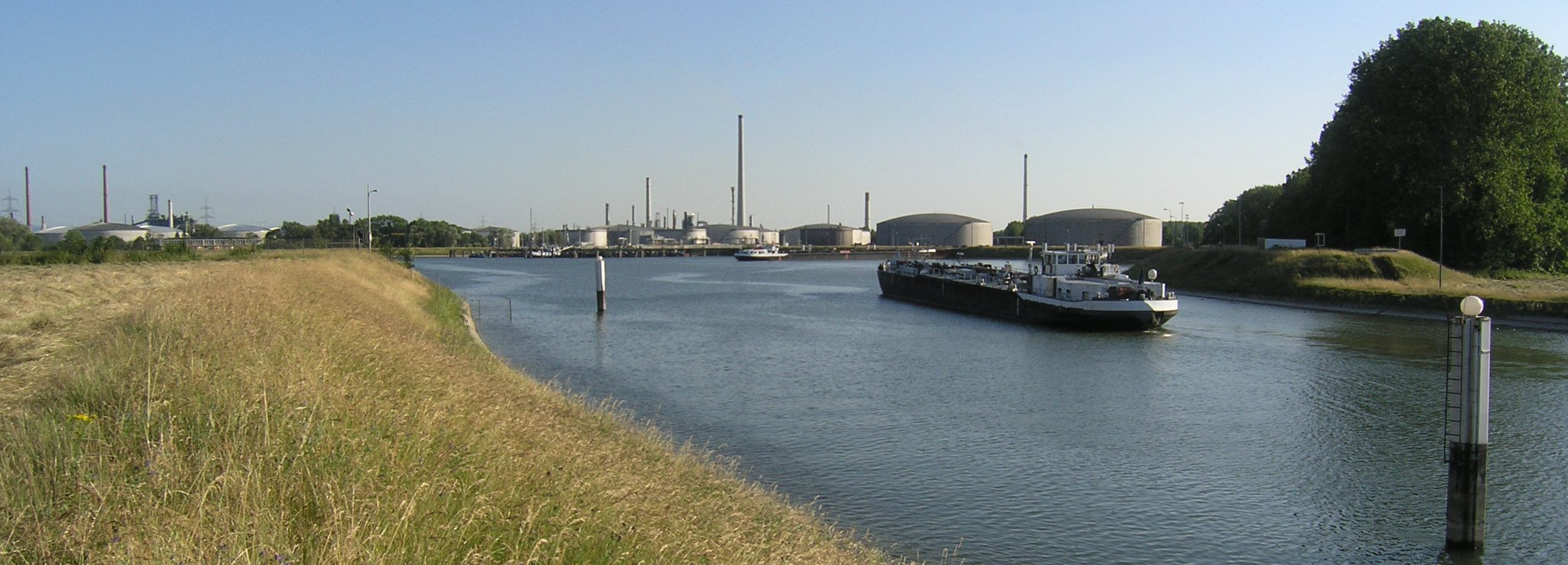
Нафтовий порт

Транспортне й електротехнічне машинобудування, нафтопереробна, металообробна, хімічна, поліграфічна, харчова промисловість. Карлсруе є другим за величиною річковим портом Німеччини. У місті знаходиться найбільший у Німеччині нафтопереробний завод.

## Транспорт

### Автомобільний
Через місто прокладено
- європейські маршрути Е35 та Е52
- національні автошляхи: А5, А8, А3, А10, А36

### Громадський
- Штадтбан Карлсруе
- Трамвай Карлсруе
- Міський тунель Карлсруе
- Турмбергбан
- Автобуси

### Водний
- Райнгефен Карлсруе

### Рейковий
Verkehrsbetriebe Karlsruhe (VBK) управляє мережею міського громадського транспорту міста, що містить сім трамвайних маршрутів і мережу автобусних маршрутів. 
До всіх районів міста можна цілодобово дістатися трамваєм і нічним автобусом. 
Фунікулер Турмбергбан, розташований на схід від центру міста, також експлуатується VBK. Подібно до трамвайних ліній преметро, що працює у центрі міста, використовує два трамвайні тунелі, будівництво яких було завершено 11 грудня 2021 року 

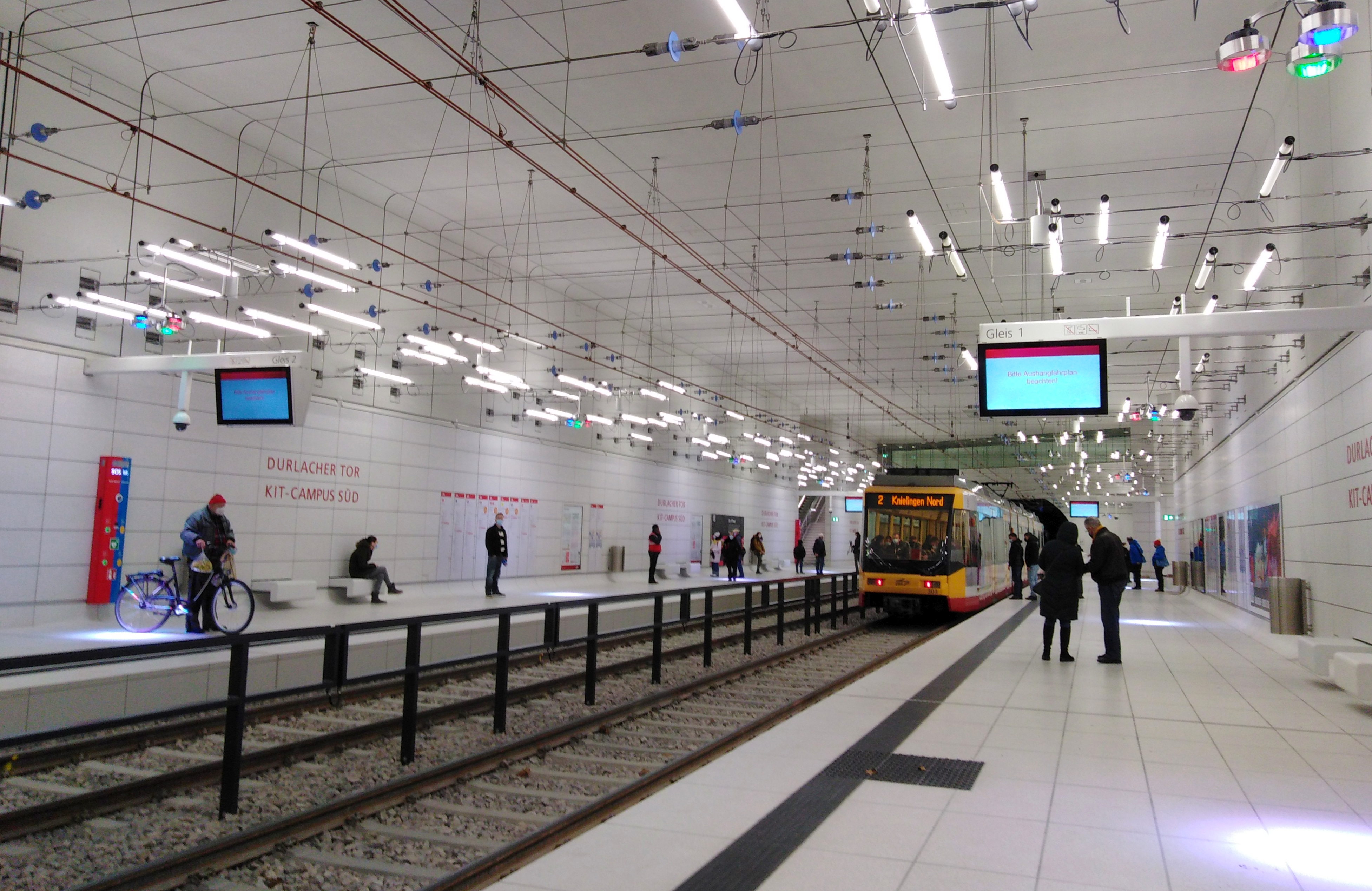
Трамвай на підземній станції Дурлахер-Тор – KIT Південний кампус

VBK також є партнером Albtal-Verkehrs-Gesellschaft і Deutsche Bahn в експлуатації штадтбану Карлсруе, залізничної мережі, що обслуговує передмістя. Ця мережа дає змогу дістатися до інших міст регіону, таких як Еттлінген, Верт-ам-Райн, Пфорцгайм, Бад-Вільдбад, Бреттен, Брухзаль, Гайльбронн, Баден-Баден і навіть Фройденштадт у Шварцвальді прямо з центру міста. 
З червня 2007 року зі станції Карлсруе-Головний курсують потяги TGV, що скоротило час у дорозі до Парижа до трьох годин (раніше це займало п’ять годин). Також місто обслуговують станції Карлсруе-Дурлах та Карлсруе-Гагсфельд
Через місто прокладено залізниці:
- Залізниця Карлсруе — Мюлаккер
- Залізниця Вінден — Карлсруе
- Райнтальбан
- Райнбан

### Авіаційний
- Аеропорт Карлсруе/Баден-Баден

## Наука, культура, освіта

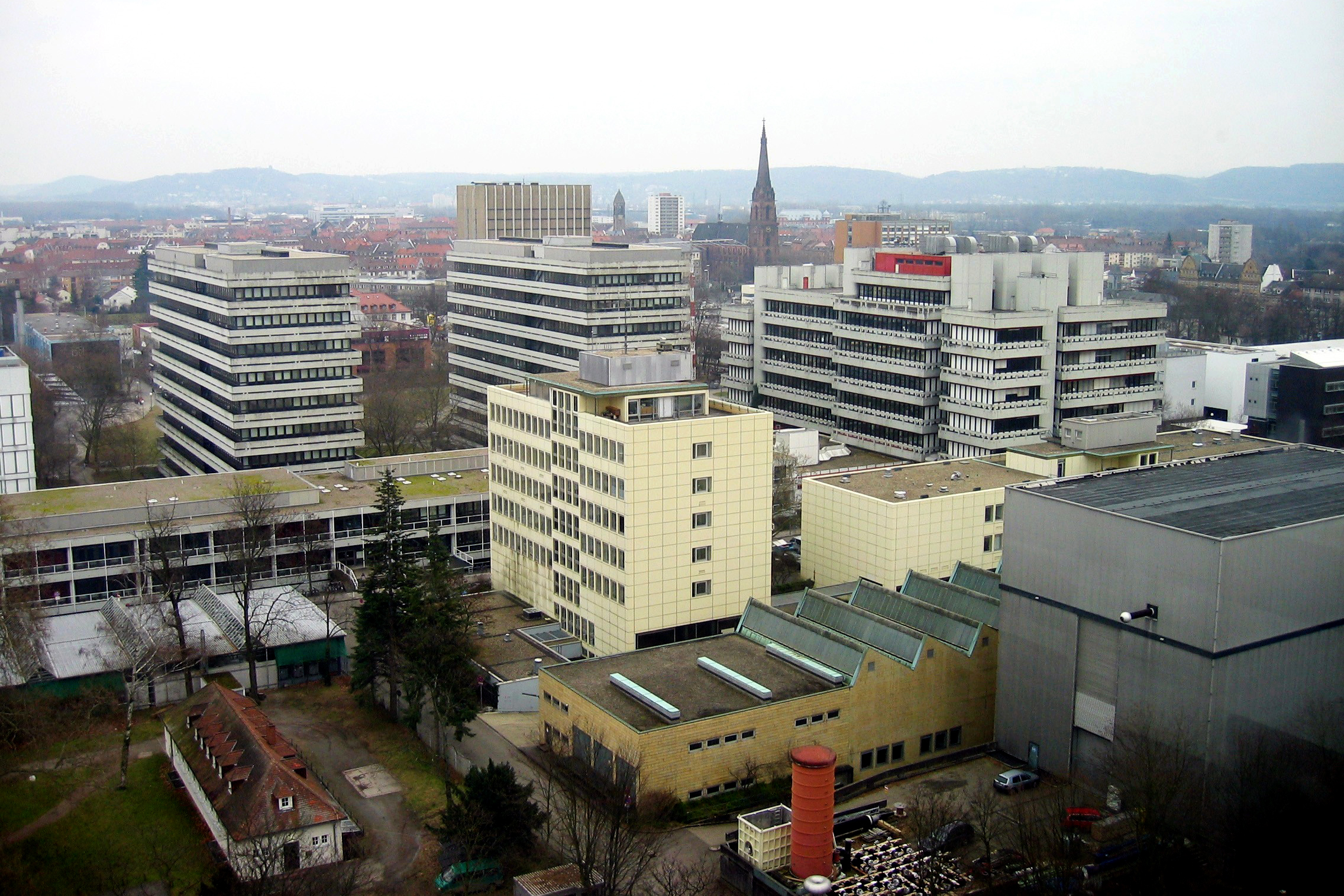
Університет Карлсруе

За 10 км на північ від Карлсруе — центр ядерних досліджень Леопольдзгафен. Університет Карлсруе (18 245 студентів на 30 листопада 2005 року) є найстаршим в Німеччині технічним вищим навчальним закладом і вважається одним із найкращих у таких напрямах навчання, як машинобудування, інформатика й електротехніка. Державна академія образотворчих мистецтв, Музей землі Баден (колекція старовини), Державна картинна галерея, а також музей мультимедійного мистецтва з вельми багатою колекцією «Zentrum für Kunst und Medientechnologie» (ZKM).
У Карлсруе в 1860 році був проведений перший Міжнародний з'їзд хіміків, де вперше були визначені чіткі формулювання атома і молекули.

## Клімат
| Клімат Райнштеттена                        | Клімат Райнштеттена | Клімат Райнштеттена | Клімат Райнштеттена | Клімат Райнштеттена | Клімат Райнштеттена | Клімат Райнштеттена | Клімат Райнштеттена | Клімат Райнштеттена | Клімат Райнштеттена | Клімат Райнштеттена | Клімат Райнштеттена | Клімат Райнштеттена | Клімат Райнштеттена |
| Показник                                   | Січ.                | Лют.                | Бер.                | Квіт.               | Трав.               | Черв.               | Лип.                | Серп.               | Вер.                | Жовт.               | Лист.               | Груд.               | Рік                 |
| Абсолютний максимум, °C                    | 17,5                | 22,0                | 26,7                | 29,2                | 33,3                | 37,2                | 38,5                | 40,2                | 32,8                | 29,5                | 21,8                | 19,2                | 40,2                |
| Середній максимум, °C                      | 4,7                 | 6,8                 | 11,7                | 16,4                | 20,9                | 24,0                | 26,6                | 26,5                | 21,6                | 15,8                | 9,1                 | 5,5                 | 15,8                |
| Середня температура, °C                    | 2,0                 | 3,0                 | 6,9                 | 10,7                | 15,2                | 18,3                | 20,6                | 20,1                | 15,6                | 10,9                | 5,8                 | 2,9                 | 11,0                |
| Середній мінімум, °C                       | −0,7                | −0,3                | 2,7                 | 5,3                 | 9,6                 | 12,8                | 14,9                | 14,6                | 10,9                | 7,2                 | 2,9                 | 0,4                 | 6,7                 |
| Абсолютний мінімум, °C                     | −20                 | −15                 | −14,6               | −5,3                | −0,3                | 3,6                 | 6,9                 | 6,3                 | 2,5                 | −2,8                | −9,3                | −18,7               | −20                 |
| Середня кількість сонячних годин на місяць | 56,7                | 87,8                | 131,2               | 182,7               | 218,4               | 232,1               | 253,9               | 237,3               | 174,4               | 110,9               | 65,5                | 45,6                | 1796,4              |
| Норма опадів, мм                           | 58.0                | 55.8                | 59.0                | 52.7                | 77.6                | 76.4                | 75.3                | 58.7                | 57.9                | 73.5                | 63.3                | 75.2                | 783.4               |
| Днів з опадами                             | 15,4                | 12,2                | 14,3                | 12,9                | 13,5                | 14,6                | 12,1                | 10,3                | 10,7                | 13,5                | 14,0                | 15,6                |                     |
| ------------------------------------------ | ------------------- | ------------------- | ------------------- | ------------------- | ------------------- | ------------------- | ------------------- | ------------------- | ------------------- | ------------------- | ------------------- | ------------------- | ------------------- |

## Уродженці
- Марко Пашалич (*2000) — хорватський футболіст, нападник.

- Клаус Уве Беннетер (* 1947) — німецький політик.
- П'єтро Ломбарді (* 1992) — німецький співак.

## Спорт
Щорічно в будівлі Europahalle проводяться міжнародні змагання з легкої атлетики в приміщенні.
У місті існує футбольний клуб Karlsruher SC, чемпіон Німеччини 1909 року і володар Кубка ФРН 1955 і 1956 років. Наприкінці 1980-х — початку 1990-х у рамках Кубка УЄФА уславився грозою авторитетів, розгромивши іспанську «Валенсію» з рахунком 7-1. У «Карлсруе» починали свою футбольну кар'єру Мехмет Шолль, Єнс Новотни та легендарний голкіпер Олівер Кан.
Також у місті існують команди з баскетболу й гандболу. Проводяться змагання з фристайлу.